# Fußball-Weltmeisterschaft 2022/Gruppe E
| Pl. | Land        | Sp. | S | U | N | Tore    | Diff. | Punkte |
| --- | ----------- | --- | - | - | - | ------- | ----- | ------ |
| 1.  | Japan       | 3   | 2 | 0 | 1 | 004:300 | +1    | 06     |
| 2.  | Spanien     | 3   | 1 | 1 | 1 | 009:300 | +6    | 04     |
| 3.  | Deutschland | 3   | 1 | 1 | 1 | 006:500 | +1    | 04     |
| 4.  | Costa Rica  | 3   | 1 | 0 | 2 | 003:110 | −8    | 03     |

Gruppe E der Fußball-Weltmeisterschaft 2022:

## Deutschland – Japan 1:2 (1:0)
| Deutschland                                                                                 | Deutschland | Japan | Japan | Aufstellung                         |
| ------------------------------------------------------------------------------------------- | --- | --- | ----- | ----------------------------------- |
| Deutschland                                                                                 | \| 1. Spieltag \| \| 23. November 2022 um 16:00 Uhr (14:00 Uhr MEZ) in ar-Rayyan (Khalifa International Stadium) \| \| Zuschauer: 42.608 \| \| Schiedsrichter: Iván Barton ( El Salvador) 1 \| \| Spielbericht \|                                                                                        | \| 1. Spieltag \| \| 23. November 2022 um 16:00 Uhr (14:00 Uhr MEZ) in ar-Rayyan (Khalifa International Stadium) \| \| Zuschauer: 42.608 \| \| Schiedsrichter: Iván Barton ( El Salvador) 1 \| \| Spielbericht \|                                                                           | Japan | Aufstellung Deutschland gegen Japan |
| Deutschland                                                                                 | Manuel Neuer – Niklas Süle, Antonio Rüdiger, Nico Schlotterbeck, David Raum – Joshua Kimmich, İlkay Gündoğan (67. Leon Goretzka) – Serge Gnabry (90. Youssoufa Moukoko), Thomas Müller (67. Jonas Hofmann), Jamal Musiala (79. Mario Götze) – Kai Havertz (79. Niclas Füllkrug) Cheftrainer: Hansi Flick | Shūichi Gonda – Hiroki Sakai (75. Takumi Minamino), Kō Itakura, Maya Yoshida , Yūto Nagatomo (57. Kaoru Mitoma) – Wataru Endō, Ao Tanaka (71. Ritsu Dōan) – Jun’ya Itō, Daichi Kamada, Takefusa Kubo (46. Takehiro Tomiyasu) – Daizen Maeda (57. Takuma Asano) Cheftrainer: Hajime Moriyasu | Japan | Aufstellung Deutschland gegen Japan |
| Deutschland                                                                                 | 1:0 Gündoğan (33., Foulelfmeter) | 1:1 Dōan (75.) 1:2 Asano (83.) | Japan | Aufstellung Deutschland gegen Japan |
| Deutschland                                                                                 | Spieler des Spiels: Shūichi Gonda (Japan) | | Japan | Aufstellung Deutschland gegen Japan |
| 1. Spieltag                                                                                 | | |       |                                     |
| 23. November 2022 um 16:00 Uhr (14:00 Uhr MEZ) in ar-Rayyan (Khalifa International Stadium) | | |       |                                     |
| Zuschauer: 42.608                                                                           | | |       |                                     |
| Schiedsrichter: Iván Barton ( El Salvador) 1                                                | | |       |                                     |
| Spielbericht                                                                                | | |       |                                     |

## Spanien – Costa Rica 7:0 (3:0)
| Spanien                                                                             | Spanien | Costa Rica | Costa Rica | Aufstellung                          |
| ----------------------------------------------------------------------------------- | --- | --- | ---------- | ------------------------------------ |
| Spanien                                                                             | \| 1. Spieltag \| \| 23. November 2022 um 19:00 Uhr (17:00 Uhr MEZ) in Doha (al-Thumama-Stadion) \| \| Zuschauer: 40.013 \| \| Schiedsrichter: Mohammed Abdullah Hassan Mohammed ( Vereinigte Arabische Emirate) 2 \| \| Spielbericht \|                          | \| 1. Spieltag \| \| 23. November 2022 um 19:00 Uhr (17:00 Uhr MEZ) in Doha (al-Thumama-Stadion) \| \| Zuschauer: 40.013 \| \| Schiedsrichter: Mohammed Abdullah Hassan Mohammed ( Vereinigte Arabische Emirate) 2 \| \| Spielbericht \|                                                                                               | Costa Rica | Aufstellung Spanien gegen Costa Rica |
| Spanien                                                                             | Unai Simón – César Azpilicueta, Rodri, Aymeric Laporte, Jordi Alba (64. Alejandro Balde) – Gavi, Sergio Busquets (64. Koke), Pedri (57. Carlos Soler) – Ferran Torres (57. Álvaro Morata), Marco Asensio (69. Nico Williams), Dani Olmo Cheftrainer: Luis Enrique | Keylor Navas – Carlos Martínez (46. Kendall Waston), Óscar Duarte, Francisco Calvo, Bryan Oviedo (82. Rónald Matarrita) – Keysher Fuller, Celso Borges (72. Brandon Aguilera), Yeltsin Tejeda, Jewison Bennette (61. Bryan Ruiz) – Joel Campbell, Anthony Contreras (61. Álvaro Zamora) Cheftrainer: Luis Fernando Suárez ( Kolumbien) | Costa Rica | Aufstellung Spanien gegen Costa Rica |
| Spanien                                                                             | 1:0 Olmo (11.) 2:0 Asensio (21.) 3:0 Torres (31., Foulelfmeter) 4:0 Torres (54.) 5:0 Gavi (74.) 6:0 Soler (90.) 7:0 Morata (90.+2') | | Costa Rica | Aufstellung Spanien gegen Costa Rica |
| Spanien                                                                             | Calvo (68.), Campbell (90.+7') | | Costa Rica | Aufstellung Spanien gegen Costa Rica |
| Spanien                                                                             | Spieler des Spiels: Gavi (Spanien) | | Costa Rica | Aufstellung Spanien gegen Costa Rica |
| 1. Spieltag                                                                         | | |            |                                      |
| 23. November 2022 um 19:00 Uhr (17:00 Uhr MEZ) in Doha (al-Thumama-Stadion)         | | |            |                                      |
| Zuschauer: 40.013                                                                   | | |            |                                      |
| Schiedsrichter: Mohammed Abdullah Hassan Mohammed ( Vereinigte Arabische Emirate) 2 | | |            |                                      |
| Spielbericht                                                                        | | |            |                                      |

## Japan – Costa Rica 0:1 (0:0)
| Japan                                                                               | Japan | Costa Rica | Costa Rica | Aufstellung                        |
| ----------------------------------------------------------------------------------- | --- | --- | ---------- | ---------------------------------- |
| Japan                                                                               | \| 2. Spieltag \| \| 27. November 2022 um 13:00 Uhr (11:00 Uhr MEZ) in ar-Rayyan (Ahmed bin Ali Stadium) \| \| Zuschauer: 41.479 \| \| Schiedsrichter: Michael Oliver ( England) 3 \| \| Spielbericht \|                                                                            | \| 2. Spieltag \| \| 27. November 2022 um 13:00 Uhr (11:00 Uhr MEZ) in ar-Rayyan (Ahmed bin Ali Stadium) \| \| Zuschauer: 41.479 \| \| Schiedsrichter: Michael Oliver ( England) 3 \| \| Spielbericht \| | Costa Rica | Aufstellung Japan gegen Costa Rica |
| Japan                                                                               | Shūichi Gonda – Miki Yamane (62. Kaoru Mitoma), Kō Itakura, Maya Yoshida , Yūto Nagatomo (46. Hiroki Itō) – Wataru Endō, Hidemasa Morita – Ritsu Dōan (67. Jun’ya Itō), Daichi Kamada, Yūki Sōma (82. Takumi Minamino) – Ayase Ueda (46. Takuma Asano) Cheftrainer: Hajime Moriyasu | Keylor Navas – Kendall Waston, Óscar Duarte, Francisco Calvo, Bryan Oviedo – Keysher Fuller, Celso Borges (89. Youstin Salas), Yeltsin Tejeda, Gerson Torres (65. Brandon Aguilera) − Joel Campbell (90.+5' Daniel Chacón), Anthony Contreras (65. Jewison Bennette) Cheftrainer: Luis Fernando Suárez ( Kolumbien) | Costa Rica | Aufstellung Japan gegen Costa Rica |
| Japan                                                                               | 0:1 Fuller (81.) | | Costa Rica | Aufstellung Japan gegen Costa Rica |
| Japan                                                                               | Yamane (44.), Itakura (84.), Endō (90.+3') | Contreras (41.), Borges (62.), Calvo (70.) | Costa Rica | Aufstellung Japan gegen Costa Rica |
| Japan                                                                               | Spieler des Spiels: Keysher Fuller (Costa Rica) | | Costa Rica | Aufstellung Japan gegen Costa Rica |
| 2. Spieltag                                                                         | | |            |                                    |
| 27. November 2022 um 13:00 Uhr (11:00 Uhr MEZ) in ar-Rayyan (Ahmed bin Ali Stadium) | | |            |                                    |
| Zuschauer: 41.479                                                                   | | |            |                                    |
| Schiedsrichter: Michael Oliver ( England) 3                                         | | |            |                                    |
| Spielbericht                                                                        | | |            |                                    |

## Spanien – Deutschland 1:1 (0:0)
| Spanien                                                                      | Spanien | Deutschland | Deutschland | Aufstellung                           |
| ---------------------------------------------------------------------------- | --- | --- | ----------- | ------------------------------------- |
| Spanien                                                                      | \| 2. Spieltag \| \| 27. November 2022 um 22:00 Uhr (20:00 Uhr MEZ) in al-Chaur (al-Bayt-Stadion) \| \| Zuschauer: 68.895 \| \| Schiedsrichter: Danny Makkelie ( Niederlande) 4 \| \| Spielbericht \|                                       | \| 2. Spieltag \| \| 27. November 2022 um 22:00 Uhr (20:00 Uhr MEZ) in al-Chaur (al-Bayt-Stadion) \| \| Zuschauer: 68.895 \| \| Schiedsrichter: Danny Makkelie ( Niederlande) 4 \| \| Spielbericht \| | Deutschland | Aufstellung Spanien gegen Deutschland |
| Spanien                                                                      | Unai Simón – Dani Carvajal, Rodri, Aymeric Laporte, Jordi Alba (82. Alejandro Balde) – Gavi (66. Koke), Sergio Busquets , Pedri – Ferran Torres (54. Álvaro Morata), Marco Asensio (66. Nico Williams), Dani Olmo Cheftrainer: Luis Enrique | Manuel Neuer – Thilo Kehrer (70. Lukas Klostermann), Niklas Süle, Antonio Rüdiger, David Raum (87. Nico Schlotterbeck) – Joshua Kimmich, Leon Goretzka – Serge Gnabry (85. Jonas Hofmann), İlkay Gündoğan (70. Leroy Sané), Jamal Musiala – Thomas Müller (70. Niclas Füllkrug) Cheftrainer: Hansi Flick | Deutschland | Aufstellung Spanien gegen Deutschland |
| Spanien                                                                      | 1:0 Morata (62.) | 1:1 Füllkrug (83.) | Deutschland | Aufstellung Spanien gegen Deutschland |
| Spanien                                                                      | Busquets (44.) | Kehrer (37.), Goretzka (58.), Kimmich (60.) | Deutschland | Aufstellung Spanien gegen Deutschland |
| Spanien                                                                      | Spieler des Spiels: Álvaro Morata (Spanien) | | Deutschland | Aufstellung Spanien gegen Deutschland |
| 2. Spieltag                                                                  | | |             |                                       |
| 27. November 2022 um 22:00 Uhr (20:00 Uhr MEZ) in al-Chaur (al-Bayt-Stadion) | | |             |                                       |
| Zuschauer: 68.895                                                            | | |             |                                       |
| Schiedsrichter: Danny Makkelie ( Niederlande) 4                              | | |             |                                       |
| Spielbericht                                                                 | | |             |                                       |

## Japan – Spanien 2:1 (0:1)
| Japan                                                                                      | Japan | Spanien | Spanien | Aufstellung                     |
| ------------------------------------------------------------------------------------------ | --- | --- | ------- | ------------------------------- |
| Japan                                                                                      | \| 3. Spieltag \| \| 1. Dezember 2022 um 22:00 Uhr (20:00 Uhr MEZ) in ar-Rayyan (Khalifa International Stadium) \| \| Zuschauer: 44.851 \| \| Schiedsrichter: Victor Gomes ( Südafrika) 5 \| \| Spielbericht \|                                                                              | \| 3. Spieltag \| \| 1. Dezember 2022 um 22:00 Uhr (20:00 Uhr MEZ) in ar-Rayyan (Khalifa International Stadium) \| \| Zuschauer: 44.851 \| \| Schiedsrichter: Victor Gomes ( Südafrika) 5 \| \| Spielbericht \|                                                     | Spanien | Aufstellung Japan gegen Spanien |
| Japan                                                                                      | Shūichi Gonda – Ko Itakura, Maya Yoshida , Shōgo Taniguchi – Junya Ito, Hidemasa Morita, Ao Tanaka (87. Wataru Endo), Yuto Nagatomo (46. Kaoru Mitoma) – Daichi Kamada (68. Takehiro Tomiyasu), Daizen Maeda (62. Takuma Asano), Takefusa Kubo (46. Ritsu Dōan) Cheftrainer: Hajime Moriyasu | Unai Simón – César Azpilicueta (46. Dani Carvajal), Rodri, Pau Torres, Alejandro Balde (68. Jordi Alba) – Sergio Busquets – Gavi (68. Ansu Fati), Pedri – Nico Williams (57. Ferran Torres), Álvaro Morata (57. Marco Asensio), Dani Olmo Cheftrainer: Luis Enrique | Spanien | Aufstellung Japan gegen Spanien |
| Japan                                                                                      | 1:1 Dōan (48.) 2:1 Tanaka (51.) | 0:1 Morata (11.) | Spanien | Aufstellung Japan gegen Spanien |
| Japan                                                                                      | Itakura (39.), Taniguchi (44.), Yoshida (45.) | | Spanien | Aufstellung Japan gegen Spanien |
| Japan                                                                                      | Spieler des Spiels: Ao Tanaka (Japan) | | Spanien | Aufstellung Japan gegen Spanien |
| 3. Spieltag                                                                                | | |         |                                 |
| 1. Dezember 2022 um 22:00 Uhr (20:00 Uhr MEZ) in ar-Rayyan (Khalifa International Stadium) | | |         |                                 |
| Zuschauer: 44.851                                                                          | | |         |                                 |
| Schiedsrichter: Victor Gomes ( Südafrika) 5                                                | | |         |                                 |
| Spielbericht                                                                               | | |         |                                 |

## Costa Rica – Deutschland 2:4 (0:1)
| Costa Rica                                                                  | Costa Rica | Deutschland | Deutschland | Aufstellung                              |
| --------------------------------------------------------------------------- | --- | --- | ----------- | ---------------------------------------- |
| Costa Rica                                                                  | \| 3. Spieltag \| \| 1. Dezember 2022 um 22:00 Uhr (20:00 Uhr MEZ) in al-Chaur (al-Bayt-Stadion) \| \| Zuschauer: 67.054 \| \| Schiedsrichterin: Stéphanie Frappart ( Frankreich) 6 \| \| Spielbericht \| | \| 3. Spieltag \| \| 1. Dezember 2022 um 22:00 Uhr (20:00 Uhr MEZ) in al-Chaur (al-Bayt-Stadion) \| \| Zuschauer: 67.054 \| \| Schiedsrichterin: Stéphanie Frappart ( Frankreich) 6 \| \| Spielbericht \|                                                                                             | Deutschland | Aufstellung Costa Rica gegen Deutschland |
| Costa Rica                                                                  | Keylor Navas – Keysher Fuller (74. Jewison Bennette), Kendall Waston, Óscar Duarte, Juan Pablo Vargas, Bryan Oviedo (90.+3' Anthony Contreras) – Joel Campbell, Celso Borges, Yeltsin Tejeda (90.+3' Roan Wilson), Brandon Aguilera (46. Youstin Salas) – Johan Venegas Cheftrainer: Luis Fernando Suárez ( Kolumbien) | Manuel Neuer – Joshua Kimmich, Niklas Süle (90.+3' Matthias Ginter), Antonio Rüdiger, David Raum (66. Mario Götze) – Leon Goretzka (46. Lukas Klostermann), İlkay Gündoğan (55. Niclas Füllkrug) – Leroy Sané, Jamal Musiala, Serge Gnabry – Thomas Müller (66. Kai Havertz) Cheftrainer: Hansi Flick | Deutschland | Aufstellung Costa Rica gegen Deutschland |
| Costa Rica                                                                  | 1:1 Tejeda (58.) 2:1 Vargas (70.) | 0:1 Gnabry (10.) 2:2 Havertz (73.) 2:3 Havertz (85.) 2:4 Füllkrug (89.) | Deutschland | Aufstellung Costa Rica gegen Deutschland |
| Costa Rica                                                                  | Duarte (77.) | | Deutschland | Aufstellung Costa Rica gegen Deutschland |
| Costa Rica                                                                  | Spieler des Spiels: Kai Havertz (Deutschland) | | Deutschland | Aufstellung Costa Rica gegen Deutschland |
| 3. Spieltag                                                                 | | |             |                                          |
| 1. Dezember 2022 um 22:00 Uhr (20:00 Uhr MEZ) in al-Chaur (al-Bayt-Stadion) | | |             |                                          |
| Zuschauer: 67.054                                                           | | |             |                                          |
| Schiedsrichterin: Stéphanie Frappart ( Frankreich) 6                        | | |             |                                          |
| Spielbericht                                                                | | |             |                                          |